# 1961年ウィンブルドン選手権
1961年 ウィンブルドン選手権（1961ねんウィンブルドンせんしゅけん、The Championships, Wimbledon 1961）に関する記事。イギリス・ロンドン郊外にある「オールイングランド・ローンテニス・アンド・クローケー・クラブ」にて開催。

## シード選手

### 男子シングルス
1. ニール・フレーザー　（4回戦）
2. ロッド・レーバー　（初優勝）
3. ニコラ・ピエトランジェリ　（3回戦）
4. ロイ・エマーソン　（ベスト8）
5. マニュエル・サンタナ　（2回戦）
6. ルイス・アヤラ　（ベスト8）
7. ラマナサン・クリシュナン　（ベスト4）
8. チャック・マッキンリー　（準優勝）

### 女子シングルス
1. サンドラ・レイノルズ　（ベスト4）
2. マーガレット・スミス　（ベスト8）
3. アン・ヘイドン　（4回戦）
4. レスリー・ターナー　（2回戦）
5. ヨラ・ラミレス　（ベスト8）
6. クリスティン・トルーマン　（準優勝）
7. アンジェラ・モーティマー　（初優勝）
8. カレン・ハンツェ　（ベスト8）

### 男子ダブルス
1. ロイ・エマーソン＆ ニール・フレーザー
2. ロッド・レーバー＆ ロバート・マーク
3. ニコラ・ピエトランジェリ＆ オーランド・シロラ
4. ルイス・アヤラ＆ ラマナサン・クリシュナン

### 女子ダブルス
1. サンドラ・レイノルズ＆ レネ・シュールマン
2. アン・ヘイドン＆ クリスティン・トルーマン
3. マーガレット・スミス＆ ジャン・レヘイン
4. レスリー・ターナー＆ サリー・ムーア

### 混合ダブルス
1. フレッド・ストール＆ レスリー・ターナー
2. エンリケ・モレア＆ マーガレット・スミス
3. イリ・ヤホルスキ＆ ベラ・スコバ
4. ロバート・ハウ＆ エダ・ブディング

## 大会経過

### 男子シングルス
準々決勝
- チャック・マッキンリー vs.  ボビー・ウィルソン　6-4, 6-4, 4-6, 6-4
- マイケル・サングスター vs.  イサイアス・ピメンテル　6-2, 6-2, 6-4
- ラマナサン・クリシュナン vs.  ロイ・エマーソン　6-1, 6-4, 6-4
- ロッド・レーバー vs.  ルイス・アヤラ　6-1, 6-3, 6-2

準決勝
- チャック・マッキンリー vs.  マイケル・サングスター　6-4, 6-4, 8-6
- ロッド・レーバー vs.  ラマナサン・クリシュナン　6-2, 8-6, 6-2

### 女子シングルス
準々決勝
- サンドラ・レイノルズ vs.  ヨラ・ラミレス　4-6, 6-3, 6-0
- アンジェラ・モーティマー vs.  ベラ・スコバ　6-3, 6-4
- レネ・シュールマン vs.  カレン・ハンツェ　6-4, 2-6, 7-5
- クリスティン・トルーマン vs.  マーガレット・スミス　3-6, 6-3, 9-7

準決勝
- アンジェラ・モーティマー vs.  サンドラ・レイノルズ　11-9, 6-3
- クリスティン・トルーマン vs.  レネ・シュールマン　6-4, 6-4

## 決勝戦の結果
男子シングルス
- ロッド・レーバー vs.  チャック・マッキンリー　6-3, 6-1, 6-4

女子シングルス
- アンジェラ・モーティマー vs.  クリスティン・トルーマン　4-6, 6-4, 7-5

男子ダブルス
- ロイ・エマーソン＆ ニール・フレーザー vs.  ボブ・ヒューイット＆ フレッド・ストール　6-4, 6-8, 6-4, 6-8, 8-6

女子ダブルス
- カレン・ハンツェ＆ ビリー・ジーン・モフィット vs.  マーガレット・スミス＆ ジャン・レヘイン　6-3, 6-4

混合ダブルス
- フレッド・ストール＆ レスリー・ターナー vs.  ロバート・ハウ＆ エダ・ブディング　11-9, 6-2